# Archives générales de la nation (Argentine)
Pour les articles homonymes, voir Archives générales et Archives générales de la nation.

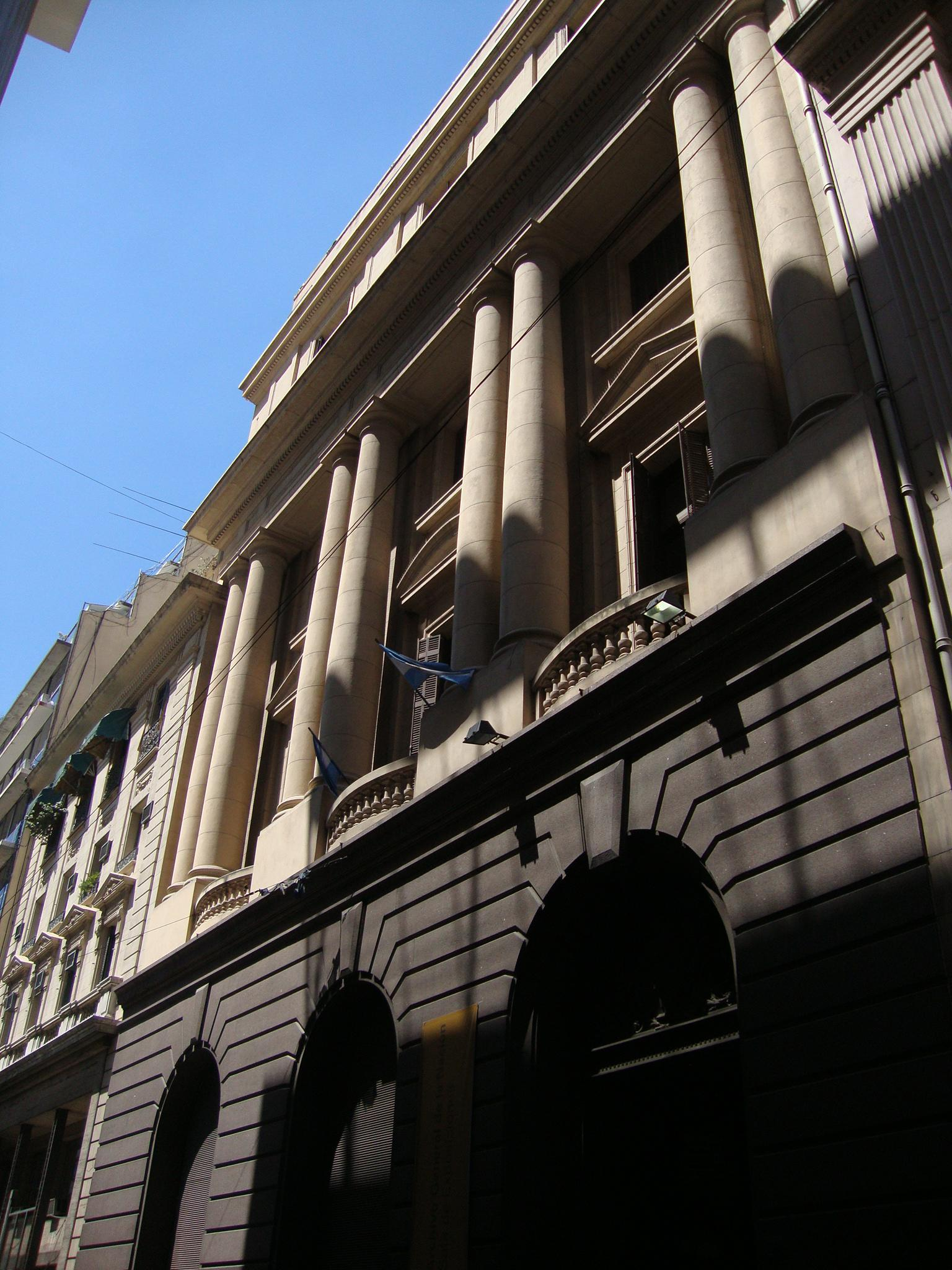
Façade arrière du bâtiment de lArchivo General de la Nación de la Argentina, au 247, rue 25 de Mayo, conçu par l'ingénieur et architecte Arturo Prins.

En Argentine, les Archives générales de la Nation (Archivo General de la Nación) ont été créées en 1821.
Leur siège est à Buenos Aires. Elles relèvent du ministère de l'Intérieur.